# Llista de peixos del riu Cunene

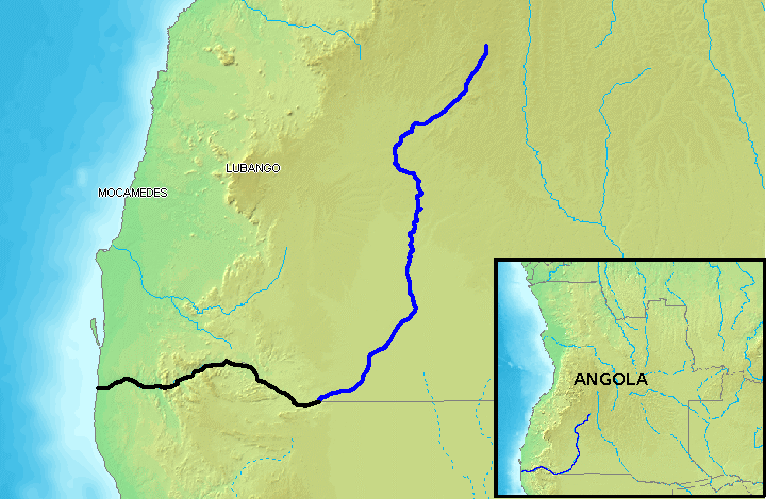
Localització del riu Cunene a l'Àfrica Austral

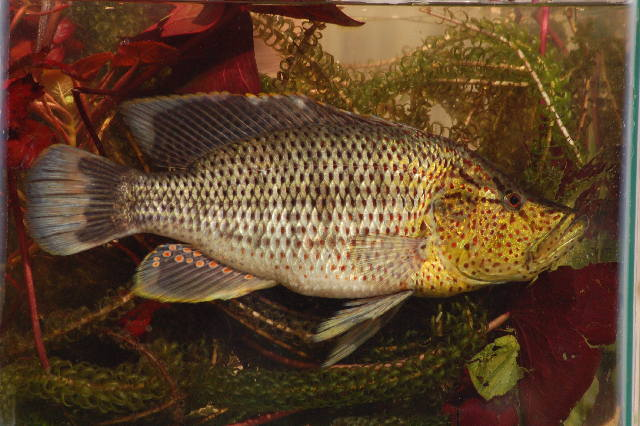
Serranochromis angusticeps

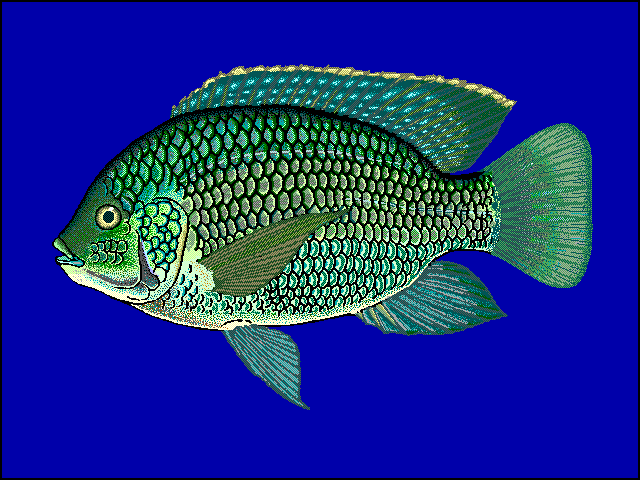
Oreochromis macrochir

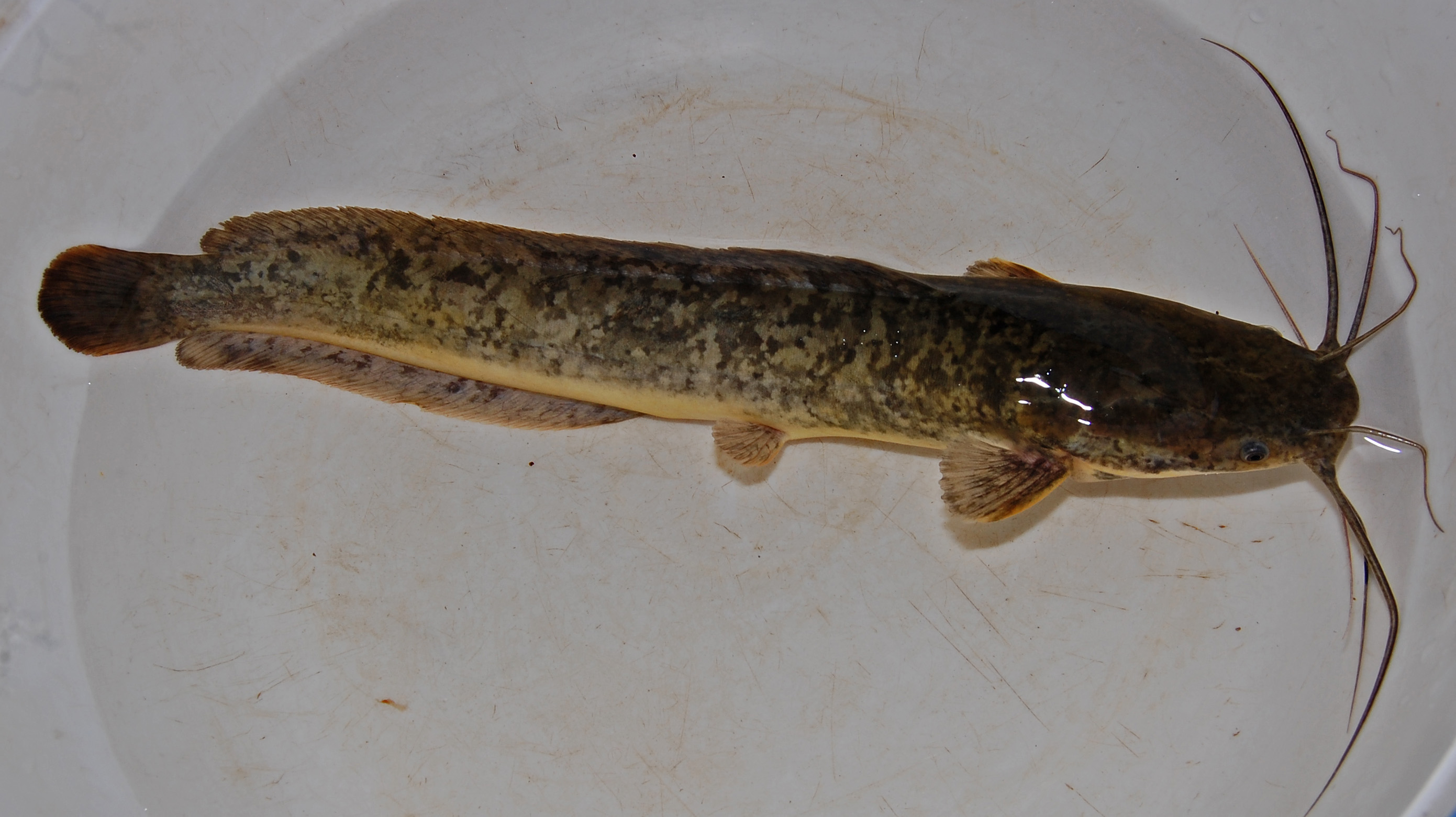
Clarias gariepinus

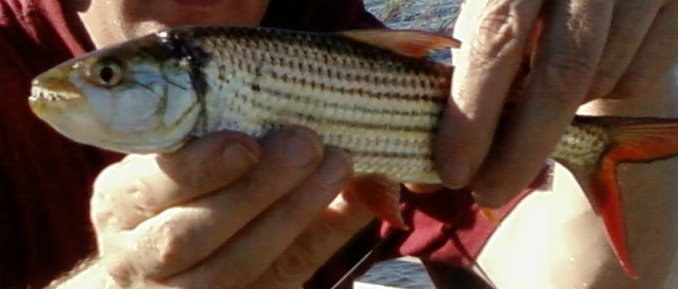
Hydrocynus vittatus

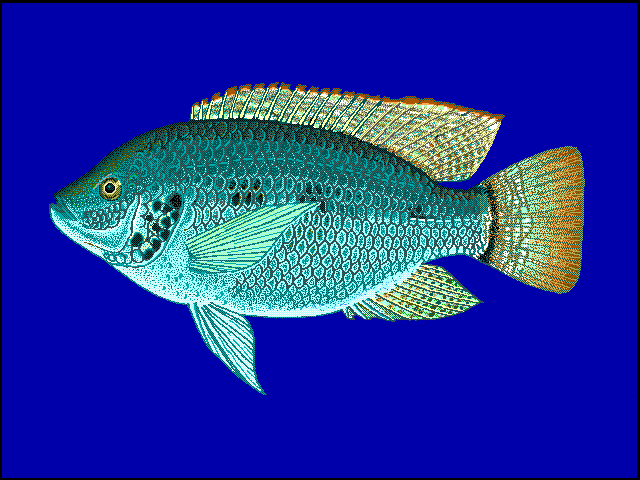
Oreochromis andersonii

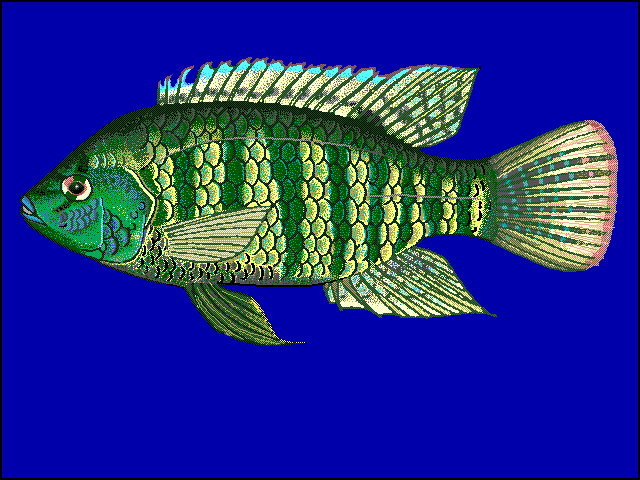
Tilapia sparrmanii

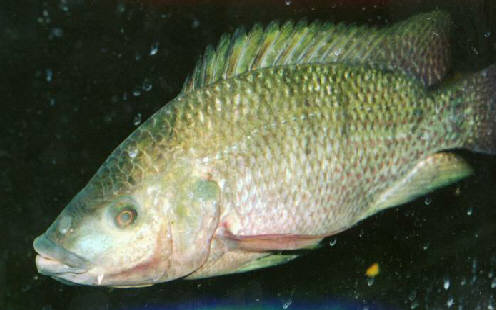
Oreochromis mossambicus

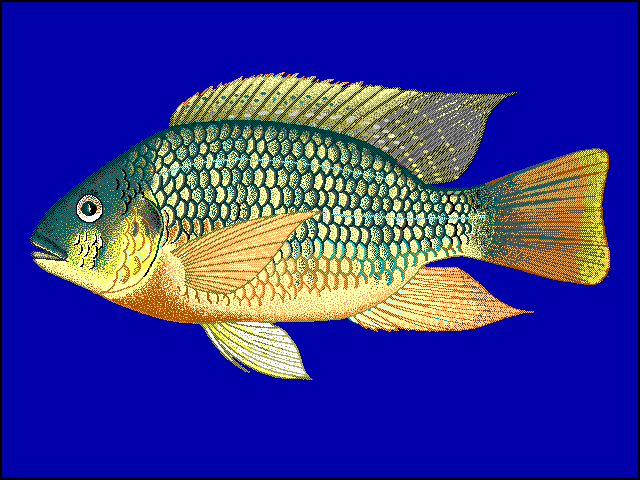
Tilapia rendalli

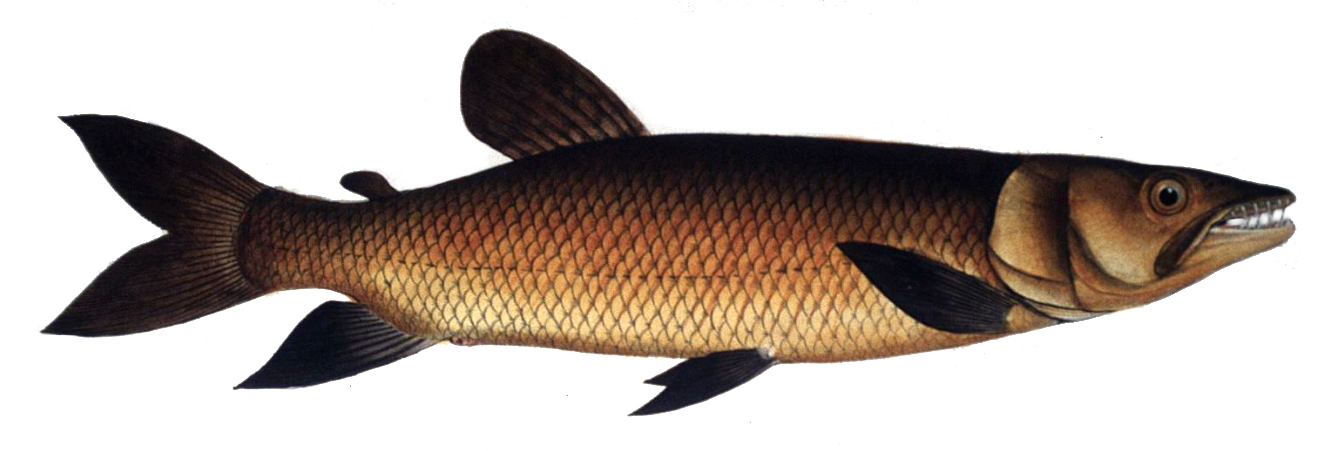
Hepsetus odoe

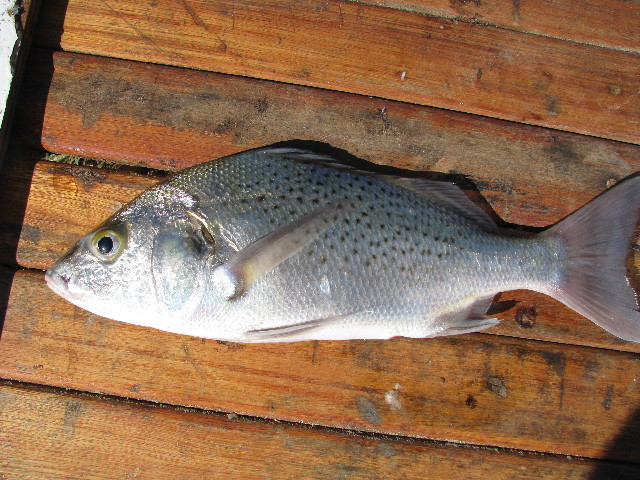
Pomadasys jubelini

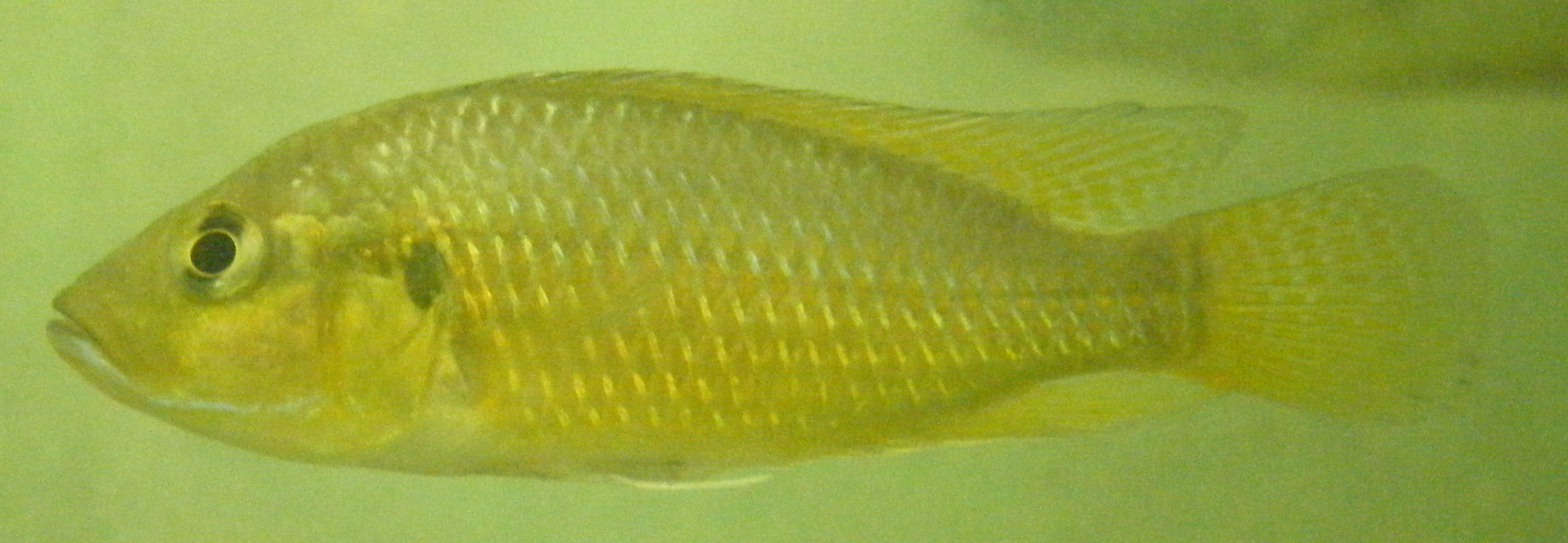
Pseudocrenilabrus philander

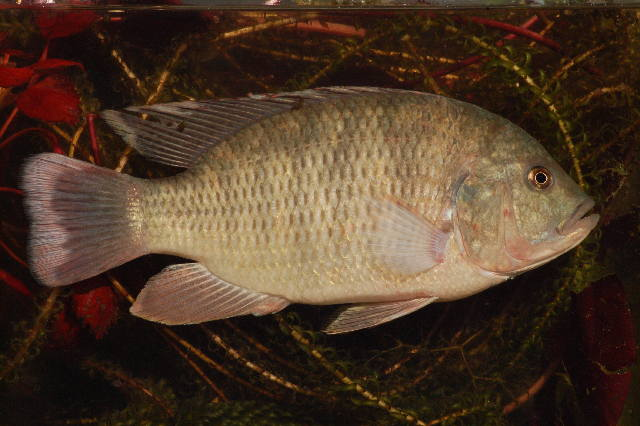
Sargochromis giardi

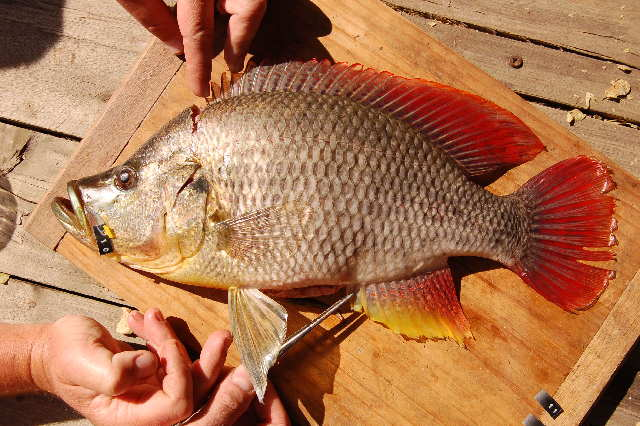
Serranochromis altus

Aquesta llista de peixos del riu Cunene -incompleta- inclou 86 espècies de peixos que es poden trobar al riu Cunene ordenades per l'ordre alfabètic de llur nom científic.

## A
- Aplocheilichthys johnstoni
- Aplocheilichthys katangae
- Aplocheilichthys macrurus
- Argyrosomus coronus
- Arius latiscutatus
- Awaous lateristriga

## B
- Barbus afrovernayi
- Barbus barnardi
- Barbus barotseensis
- Barbus bifrenatus
- Barbus breviceps
- Barbus dorsolineatus
- Barbus eutaenia
- Barbus fasciolatus
- Barbus kerstenii
- Barbus lineomaculatus
- Barbus lujae
- Barbus mattozi
- Barbus multilineatus
- Barbus paludinosus
- Barbus radiatus
- Barbus trimaculatus
- Barbus unitaeniatus
- Brycinus lateralis

## C
- Cheilopogon milleri
- Chetia gracilis
- Chetia welwitschi
- Chiloglanis neumanni
- Clarias gariepinus
- Clarias liocephalus
- Clarias ngamensis
- Clarias stappersii
- Clarias theodorae
- Cyphomyrus discorhynchus

## D
- Dormitator lebretonis

## E
- Eleotris vittata

## G
- Galeoides decadactylus

## H
- Hepsetus cuvieri
- Hepsetus odoe
- Hippopotamyrus ansorgii[1]
- Hippopotamyrus longilateralis
- Hydrocynus vittatus

## K
- Kneria angolensis
- Kneria maydelli
- Kneria polli

## L
- Labeo ansorgii
- Lichia amia
- Liza falcipinnis
- Liza richardsonii

## M
- Marcusenius angolensis
- Marcusenius macrolepidotus[2]
- Marcusenius multisquamatus
- Micralestes acutidens
- Mormyrus lacerda
- Mugil cephalus

## N
- Nannocharax machadoi
- Nannocharax multifasciatus
- Nematogobius maindroni

## O
- Oreochromis andersonii
- Oreochromis macrochir
- Oreochromis mossambicus
- Orthochromis machadoi

## P
- Petrocephalus catostoma
- Petrocephalus magnoculis
- Pollimyrus castelnaui
- Pomadasys jubelini
- Pseudocrenilabrus philander

## R
- Rhabdalestes maunensis

## S
- Sargochromis coulteri
- Sargochromis giardi
- Schilbe intermedius
- Serranochromis altus
- Serranochromis angusticeps
- Serranochromis jallae
- Serranochromis thumbergi
- Synodontis leopardinus
- Synodontis macrostigma
- Synodontis macrostoma
- Synodontis nigromaculatus
- Synodontis vanderwaali
- Synodontis woosnami

## T
- Thoracochromis buysi
- Tilapia rendalli
- Tilapia sparrmanii

## Z
- Zaireichthys kunenensis
- Zaireichthys rotundiceps[3]